# بنیاد فرهنگ
بنیاد فرهنگ (به انگلیسی: Farhang foundation) بنیادی غیر مذهبی، غیر سیاسی و بدون منفعت واقع در لس آنجلس کالیفرنیا می‌باشد که برای تجلیل و ترویج هنر و فرهنگ ایرانی توسط گروهی از بشر دوستان در سال ۲۰۰۸ تأسیس شد.

## اهداف
بنیاد برای رسیدن به اهدافش سه روش را معرفی و در پیش گرفت:
1. سرمایه‌گذاری در برنامه‌های دانشگاهی، نشریه‌ها و کنفرانس‌های آکادمیک
2. حمایت و اسپانسرینگ رویدادهای هنری و فرهنگی همچون نوروز و مهرگان، نمایش‌های هنری، اجراهای موزیکال، بازی‌ها، رقص‌ها، فیلم‌ها، و شعر خوانی
3. طراحی و سرمایه‌گذاری در نمایشگاه‌ها با همراهی موسسات آکادمیک و/یا فرهنگی محلی، همچون LACMA(موزه هنر شهرستان لس آنجلس)، UCI(دانشگاه ارواین کالیفرنیا)، USC(دانشگاه کالیفرنیای جنوبی) و UCLA(دانشگاه لس‌آنجلس کالیفرنیا).

## فعالیت‌ها
- فستیوال فیلم کوتاه بنیاد فرهنگ[۲][۳][۴]
- فستیوال لس آنجلس تایمز ۲۰۱۵ برای کمپین کیک استارتری کتاب‌ها[۵][۶]
- کارگاه آموزش تعاملی موسیقی کورش تقوی[۷]
- نوروز در شهرستان اورنج کالیفرنیا[۸]
- نوروز در موزه هنر لس آنجلس[۹][۱۰]

## جایزه‌ها

### جوایز برجسته به ترتیب زمان[۱۱]
- جایزه میراث فرهنگ ۲۰۰۹: احسان یارشاطر برای مشارکت‌های بسیار در مطالعات تمدن ایرانی و ساختن دانشنامه ایرانیکا، یک رکورد برای میراث پارسی.
- جایزه میراث فرهنگ ۲۰۱۰: ریچارد نلسون فرای برای مشارکت‌های بسیار در مطالعه تاریخ و تمدن ایران.
- جایزه یک عمر دستاورد فرهنگ ۲۰۱۰: امین بنانی برای مشارکت‌های برجسته در مطالعات زبان و ادبیات پارسی.
- جایزه میراث فرهنگ ۲۰۱۱: سیمین بهبهانی برای یک عمر مشارکت در شعر پارسی معاصر.
- جایزه میراث فرهنگ ۲۰۱۲: عباس میلانی برای رکورد ممتاز ایشان به عنوان یک نویسنده توانا، استاد و محقق تاریخ مدرن ایران.
- جایزه یک عمر دستاورد فرهنگ ۲۰۱۲:
- ایرج افشار برای یک عمر کمک به کتابشناسی زبان پارسی و حمایت از توسعه مطالعات ایرانی در سراسر جهان.
- حسین ضیایی برای کمک‌های پژوهشی، نویسندگی و آموزشی بسیار ایشان به پیشرفت مطالعات ایرانی.
- جایزه میراث فرهنگ ۲۰۱۲: استاد دانشگاه استنفورد، بهرام بیضایی، برای کمک‌های ایشان به هنر و استقامت شان در تحقیق و مشارکت شان در زمینه تئاتر ایرانی و علاقه ایشان به زیبایی شناختی میراث فرهنگی ایران.
- جایزه میراث فرهنگ ۲۰۱۳: نجمیه باتمانقلیچ برای کمک‌های ایشان به گسترش فرهنگ پارسی از طریق ریشه‌های هنر آشپزی.
- جایزه یک عمر دستاورد فرهنگ ۲۰۱۳: هوشنگ سیحون، برای کمک‌های بسیار ایشان به نوین سازی معماری سنتی ایرانی و استادی در چند نسل معماری‌های برجسته و پرذوق و هنرهای زیبای ایرانی.

### دیگر جوایز
- سروش رضایی و پویا افشار برای فیلم کوتاه «خون سهراب» از مجموعه «رستم در سرزمین عجایب»،[۱۲]